# Nhà Safavid

Cờ của Shah Tahmasp I

Nhà Safavid (Tiếng Ba Tư: Safaviyan صفویان; Tiếng Azeri:صفوی, Səfəvilər) là một triều đại đã cai trị lãnh thổ Iran ngày nay, cùng nhiều vùng phụ cận từ khoảng năm 1501 đến năm 1736. Họ thường hay giao chiến với nhà Ottoman của Thổ Nhĩ Kỳ và người Uzbek.
Theo tiếng Ba Tư, Safaviyan là một danh từ, chỉ định triều đại, còn Safavi là tính từ, có nghĩa là thuộc về gia đình Safavid. Tiếng Anh thường viết Safavi dynasty (triều đại của gia đình Safavid) hay Safavid dynasty, khiến Safavi thường được coi là tên của triều đại. Trong các sách tiếng Pháp, tên triều đại này được thường thấy nhất dưới dạng Séfévide (phát âm Xê-fê-viđ). Tuy nhiên, người Ba Tư vùng Tehran - Isfahan phát âm là Safaviyan (Xa-fa-vi-dan). Ở Việt Nam, tên Safavid thông dụng nhất.
Họ Safavid là một thuộc tộc người Iran lai các chủng tộc Azeri (của Azerbaijan)  và Kurd, theo hệ phái Shi'ite của Hồi giáo ở Iran. Vào đầu thế kỷ 16, khoảng năm 1501 một thủ lĩnh của họ là Ismail I trở thành Shah, thành lập triều đại Safavid ở Tabriz, bắt đầu đế quốc Ba Tư thứ ba. Họ Safavid đã tiến hành chiến tranh với đế quốc Ottoman, và chinh phạt được một số bộ lạc người Thổ ở phía Tây và Bắc, đe dọa bành trướng đến Thổ. Sultan của đế quốc Ottoman, Selim I đã động binh đánh bại quân Safavid tại Chaldiran năm 1514 và sáp lập cao nguyên Iran vào lãnh thổ. Vị vua nổi tiếng nhất của đế quốc Safavid là Abbas I, người đã khuyến khích giao thương với châu Âu, đánh thắng người Thổ, Uzbek và mở mang bờ cõi. Tuy nhiên, đế chế suy yếu sau khi Abbas I qua đời vào năm 1629. Đế quốc này cuối cùng cũng phải chịu quy phục người Afghanistan vào năm 1722. Trong các năm 1722-1725, đất nước Ba Tư cũng bị quân đội Nga xâm lăng đồng thời quân Ottoman cũng tràn sang các tỉnh phía tây và phía bắc.
Bấy giờ, có một quân nhân tên Nader Quli đã cứu nguy cho nhà Safavid, đánh bại mọi sắc dân người Afghan, Nga và Thổ. Cho đến năm 1736, ông lật đổ được vua Safavid cuối cùng là Abbas III, thành lập nhà Afsharid.

## Các vị vua
| Tên                 | Trị vì      | Chú thích                |
| ------------------- | ----------- | ------------------------ |
| Ismail I            | 1501 - 1524 |                          |
| Tahmasp I           | 1524 - 1576 |                          |
| Ismail II           | 1576 - 1578 |                          |
| Mohammed Khodabanda | 1578 - 1587 |                          |
| Abbas I             | 1587 - 1629 | Còn gọi là Abbas Đại đế  |
| Safi                | 1629 - 1642 |                          |
| Abbas II            | 1642 - 1666 |                          |
| Suleyman I          | 1666 - 1694 | Trước có tên là Safi II  |
| Soltan Hosein       | 1694 - 1722 | Còn gọi là Sultan Husayn |
| Tahmasp II          | 1722 - 1732 |                          |
| Abbas III           | 1732 - 1736 |                          |

## Shah Ismail I

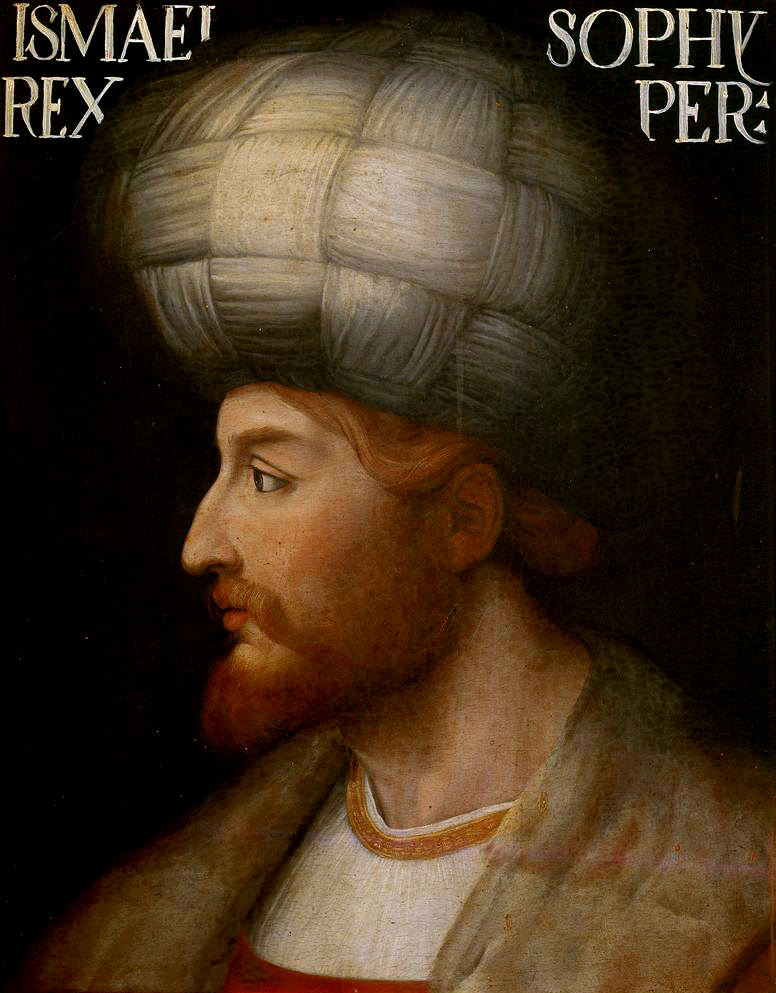
Bức tranh nhan đề Shah Ismail I, do môn đồ của Gentile Bellini, thế kỷ 16, Uffizi Gallery, Florence

Xuất thân của Shah Ismail, người lập ra triều đại, còn trong vòng tranh luận: ông không nói tiếng của nòi giống ông, và từ nhỏ ông đã thạo hai thứ tiếng. Vài học giả cho rằng ông lai các chủng tộc Turkic, Iran, và Hy Lạp vùng Pontik, trong khi những người khác đoán rằng ông không có dòng máu Turkic và là hậu duệ đích truyền của giáo trưởng Sheikh Safi al-Din. Nếu thế, thì ông là người trưởng dòng cuối cùng của dòng tu Safaviyeh, trước ngày các trưởng dòng thành hoàng đế. Lúc thiếu thời, Ismail được biết là một người dũng cảm, có sức thu hút quần chúng, và sùng đạo theo tín điều của hệ phái Shi’a. Ông tin rằng ông thuộc dòng dõi thần nhân, và trên thực tế được tôn thờ bởi các giáo đồ Qizilbash của ông. Năm 1500 Ismail xâm lăng xứ láng giềng Shirvan để báo thù cái chết của cha ông, Sheik Haydar, bị giết năm1488 bởi vua Shirvan lúc ấy là Farrukh Yassar. Sau đó, Ismail tiếp tục chinh phục, lấy được thành Tabriz vào tháng 7 năm 1501, và tại đấy làm lễ đăng quang, xưng là Shāh của Azerbaijan,, Shahanshah của toàn Iran rồi cho đúc tiền tên ông, tuyên bố hệ phái Shi’a là tôn giáo chính thức trong lãnh thổ của ông.
Một năm sau chiến thắng ở Tabriz, Ismail tuyên cáo rằng phần lớn Ba Tư là lãnh thổ của ông, và trong vòng 10 năm lập được kiểm soát hoàn toàn trên các vùng đất này. Ngay các vua nhà Ottoman cũng đã chào ông là: vua của các vùng đất Ba Tư, truyền nhân của vua Jamshid và Kaykhusraw. Thành Hamadan, cố đô của đế quốc Media rơi vào tay ông năm 1503, các thành Shiraz và Kerman năm 1504, Najaf và Karbala ở Iraq năm 1507, tỉnh Van năm 1508, Baghdad năm 1509, và Herat (Afghanistan), cũng như phần lớn miền Đại Khorasan, năm 1510. Năm 1511, người Uzbek phía đông bắc, do khả hãn Muhammad Shaybani lãnh đạo, bị ông đánh đuổi chạy xa về phía bắc, qua bên kia sông Oxus. Người Uzbek sau đó thỉnh thoảng vẫn tấn công vào Khorasan, nhưng đế quốc Safavid giữ được vùng này.

## Văn hóa
‎Gia đình Safavid là một gia đình biết chữ từ nguồn gốc ban đầu của nó. Có thơ Tati và Ba Tư còn sót lại từ Shaykh Safi ad-din Ardabili cũng như thơ Ba Tư còn sót lại từ Shaykh Sadr ad-din. Hầu hết các bài thơ còn nguyên vẹn của Shah Ismail I đều có bút danh Tiếng ‎‎Azerbaijan‎‎ của Khatai. ‎‎ Sam Mirza, con trai của Shah Ismail cũng như một số tác giả sau này khẳng định rằng Ismail đã sáng tác thơ cả bằng tiếng Thổ Nhĩ Kỳ và tiếng Ba Tư nhưng chỉ có một vài mẫu vật của câu thơ Ba Tư của ông còn sót lại. ‎‎ Một tập thơ của ông ở Azeri đã được xuất bản dưới dạng Divan. Shah Tahmasp, người đã sáng tác thơ bằng tiếng Ba Tư cũng là một họa sĩ, trong khi Shah Abbas II được biết đến như một nhà thơ, viết thơ Azerbaijan. ‎‎ Sam Mirza, con trai của Ismail I là một nhà thơ và sáng tác thơ bằng tiếng Ba Tư. Ông cũng biên soạn một tuyển tập thơ đương đại. ‎